# Zijldijk
Zijldijk (Gronings: Zieldiek) is een dorp in de gemeente Eemsdelta  in de Nederlandse provincie Groningen. Het dorp telde op 1 januari 2023 165 inwoners.
Tot 1990 behoorde Zijldijk tot de zelfstandige gemeente 't Zandt, die toen opging in de gemeente Loppersum. De plaatsnaam verwijst naar de verdwenen uitwateringssluis (zijl) van de nu verzande rivier de Fivel.
Het dorp, in het noorden van de voormalige gemeente Loppersum, is als lintdorp gebouwd op en rond een dijk van de Fivelboezem. Het heeft daardoor een wat ander karakter dan de andere, jongere plaatsen in de omgeving. Het vormt een tweelingdorp met Oosternieland, dat is gelegen in de gemeente Het Hogeland. Doordat de dorpen aan elkaar liggen zijn de twee gemeenschappen onlosmakelijk verbonden, met name in het verenigingsleven. Maar sinds de aanleg van de N46 (Eemshavenweg), is er een scheiding. Toch bevinden de meest essentiële voorzieningen voor de bewoners van Zijldijk zich nog steeds aan de andere kant van de weg in Oosternieland, al heeft Zijldijk wel een dorpshuis en kleinere voorzieningen.
In het dorp staan een voormalige openbare lagere school uit 1868 met een dakruiter (in 1952 verhuisd naar de overzijde van de weg, kreeg de naam 'Fivelstroom', gesloten in 1997), die sinds 1956 dienstdoet als dorpshuis 'Fivelhoes', een eenvoudige gereformeerde zaalkerk uit 1886 (in 2009 verbouwd tot vakantiehuis), en de doopsgezinde vermaning uit 1772, die nog steeds als kerk in gebruik is. Voor de doopsgezinde kerk staat de oude kosterij. In 1913 werd ook een gereformeerde school met de Bijbel gebouwd aan de Fivelweg, maar deze werd na de sluiting in 1983 gesloopt.
Tot Zijldijk behoort ook de buurtschap Honderd.

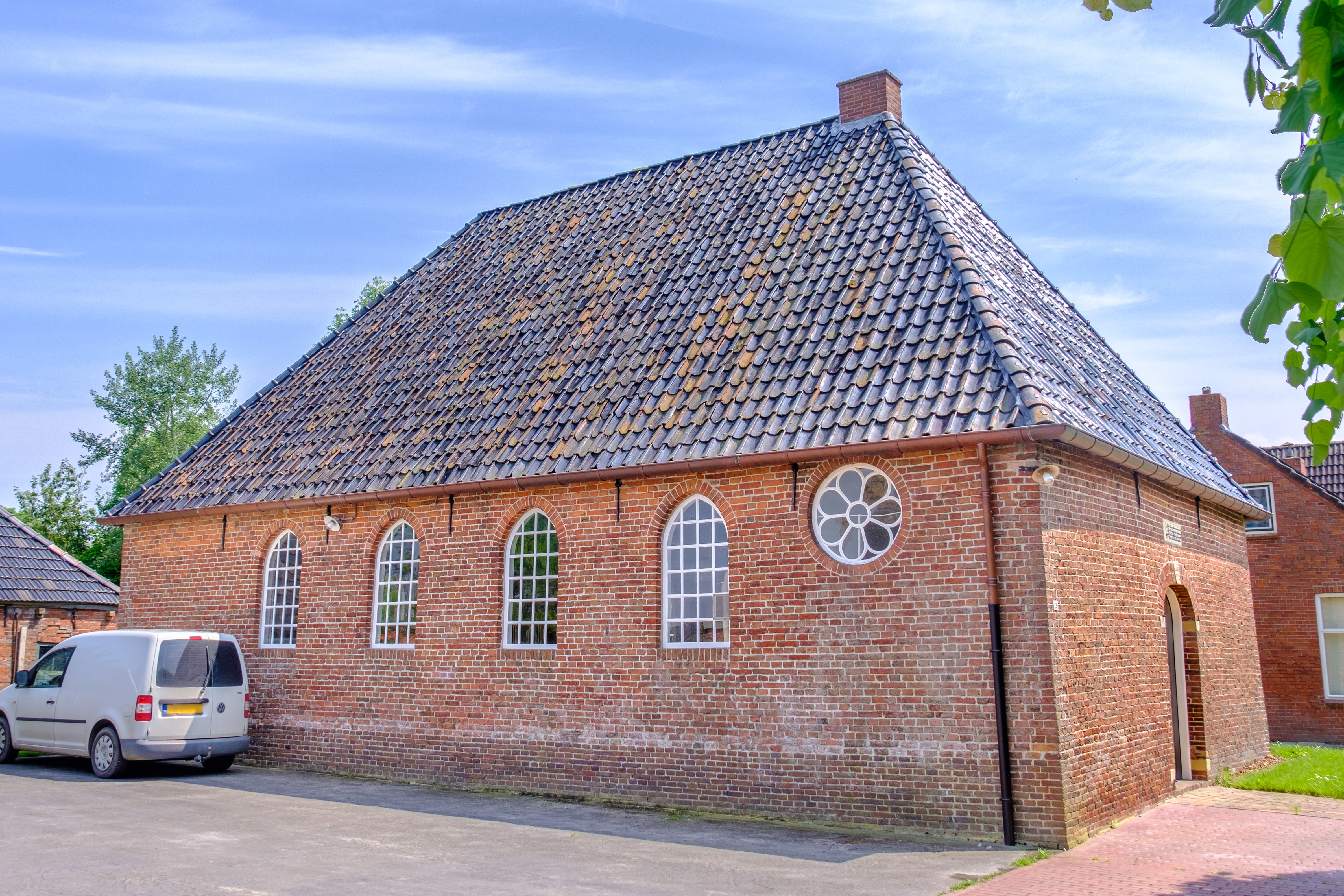
Doopsgezinde vermaning uit 1772
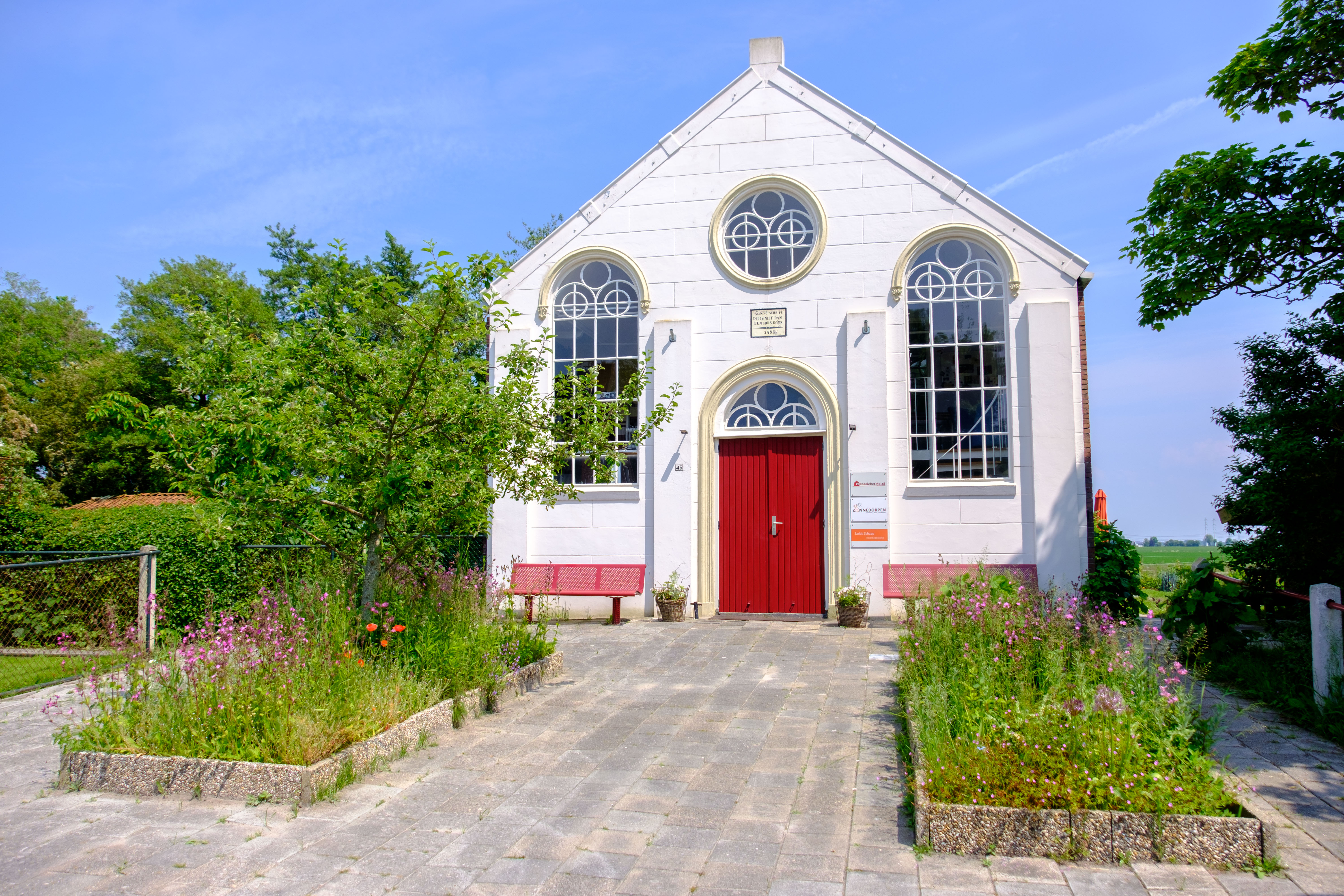
Voormalige gereformeerde 'witte kerkje' uit 1886
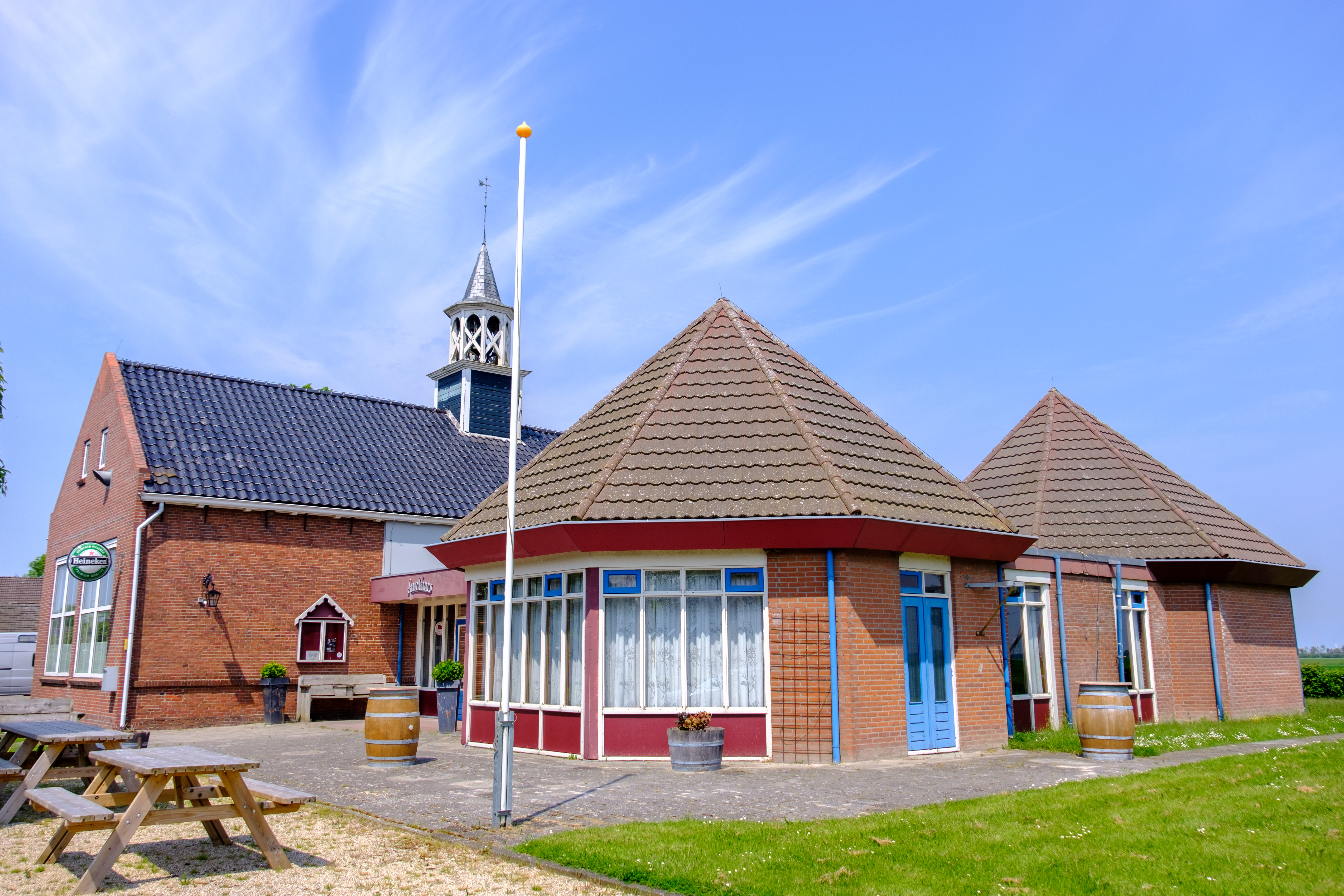
Voormalige lagere school uit 1868, in 1956 verbouwd tot dorpshuis 'Fivelhoes' en vervolgens nog sterk uitgebreid